# Michael Larrabee
Michael Denny "Mike" Larrabee, född 2 december 1933 i Los Angeles, död 22 april 2003 i Santa Maria i Kalifornien, var en amerikansk friidrottare.
Larrabee blev olympisk mästare på 400 meter vid olympiska sommarspelen 1964 i Tokyo.